# Polar Airlines
Polar Airlines (en ruso: Полярные авиалинии, Polyarnyye avialinii) es una compañía aérea con sede en Yakutsk, la capital de la República de Sajá, en Rusia. Opera vuelos de pasajeros programados y charter, así como servicios de carga.

## Historia
La aerolínea fue fundada en 1997, a raíz de las subdivisiones de Aeroflot de Batagai, Kolyma-Indigirka, Chukordakh y Tiksi.

## Destinos
Polar Airlines cuenta con los siguientes destinos (datos de enero de 2013):
 Rusia
- Aldán - Aeropuerto de Aldán
- Bratsk - Aeropuerto de Bratsk
- Chersky - Aeropuerto de Chersky
- Chokurdakh - Aeropuerto de Chokurdakh
- Irkutsk - Aeropuerto Internacional de Irkutsk
- Lensk - Aeropuerto de Lensk
- Neryungri - Aeropuerto de Chulman
- Tiksi - Aeropuerto de Tiksi
- Yakutsk - Aeropuerto de Yakutsk

## Incidentes
- 16 de mayo de 2003: un Antonov An-3T RA-05881 realizó un aterrizaje forzoso a 28 km de Sangara debido a un fallo en el motor causado por el mal tiempo; las 13 personas a bordo sobrevivieron, pero el avión fue retirado de la circulación.[4]
- 18 de noviembre de 2005: un Antonov An-2TP RA-02252 se estrelló en una montaña a 19 km de Sangar debido al mal tiempo; las 12 personas a bordo sobrevivieron, pero el avión fue retirado de la circulación.[5]
- 21 de noviembre de 2012: el vuelo RKA-227 (realizado por un Antonov An-26 RA-26061) de Yakutsk a Deputatsky se salió 70 metros de la pista en el aterrizaje. La aerolínea informó de una pista de hielo como la causa del incidente. El avión sufrió daños considerables,[6] pero no se reportaron lesiones.[7]
- 2 de julio de 2013: El vuelo 9949, operado por un Mil Mi-8 (matrícula RA-22657) se estrelló en una colina a 66 km de Deputatsky, en la República de Sajá. 19 de los 25 pasajeros y tres tripulantes murieron. 11 de los 25 pasajeros eran niños. Un incendio consumió posteriormente el helicóptero. Este fue el primer accidente con víctimas mortales de la línea aérea.[8][9][10]
- 8 de diciembre de 2023: Un Antonov An-24RV (vuelo PI285) aterrizó fuera de la pista en una zona congelada del río Kolyma, cerca de Zyryanka, República de Sajá, sin causar heridos. Según investigaciones preliminares, el incidente se atribuye a un posible error humano.[11][12]

## Flota

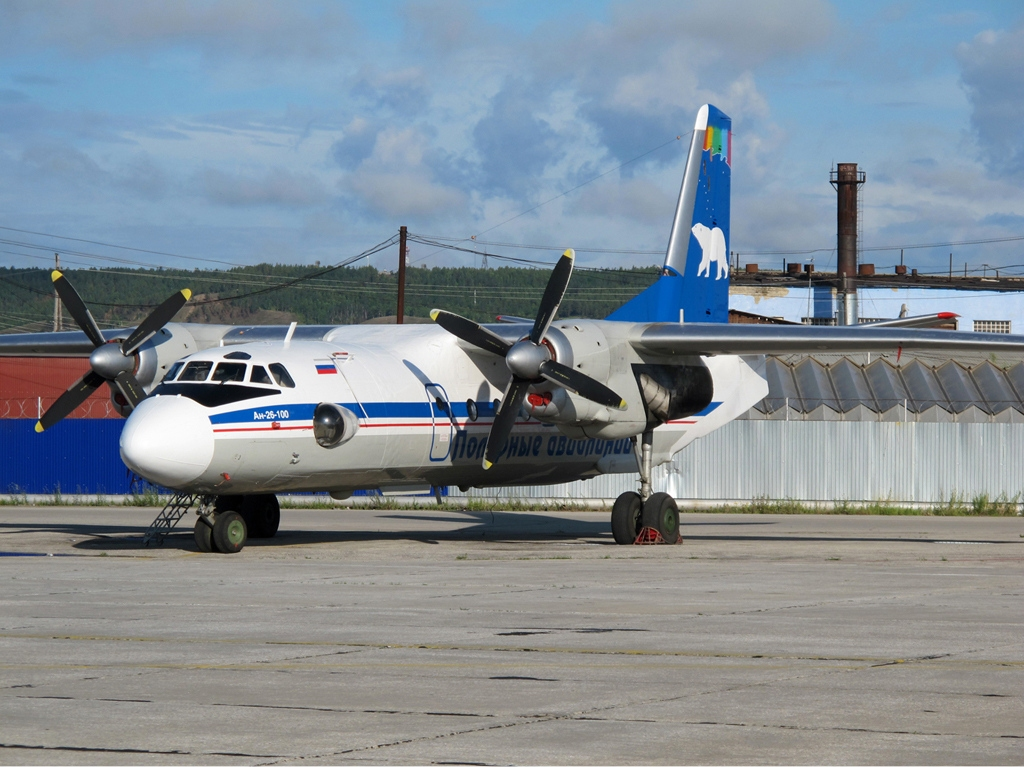
Antonov An-26-100 de Polar Airlines

A diciembre de 2022, la flota de la empresa Polar Airlines está compuesta por 40 aviones y 25 helicópteros:
| Tipo de aeronave    | Activos | Pedidos |
| ------------------- | ------- | ------- |
| Antonov An-2        | 7       |         |
| Antonov An-3T       | 6       |         |
| Antonov An-24RV     | 13      |         |
| Antonov An-26B      | 2       |         |
| Antonov An-26B-100  | 1       |         |
| Antonov An-26-100   | 1       |         |
| Dash 8 Q300         | 2       |         |
| Diamond DA40        | 2       |         |
| Ilyushin Il-114-300 | 0       | 23      |
| Let L-410 UVP-E     | 5       |         |
| Mil Mi-8MTV-1       | 9       |         |
| Mil Mi-8MT          | 16      |         |
| Pilatus PC-6        | 1       |         |
| Total               | 65      | 23      |